# HMS Fearless (H67)
Lo HMS Fearless (pennant number H67) fu un cacciatorpediniere della Royal Navy britannica appartenente alla classe F, entrato in servizio nel dicembre del 1934.
Attivo durante la seconda guerra mondiale, operò in Atlantico e durante la campagna di Norvegia prima di essere assegnato alla Force H nel Mediterraneo; l'unità finì poi affondata il 23 luglio 1941 al largo delle coste dell'Algeria dopo essere stata silurata da un velivolo italiano, nell'ambito dei più vasti eventi dell'operazione Substance.

## Storia
Impostata nei cantieri della Cammell Laird di Birkenhead il 17 luglio 1933, la nave fu varata il 12 maggio 1934 con il nome di Fearless ("impavido" in lingua inglese), settima unità della Royal Navy a portare questo nome. L'unità entrò poi in servizio il 19 dicembre 1934, inizialmente assegnata alla 6th Destroyer Flotilla della Home Fleet ma venendo poi distaccata presso la Mediterranean Fleet nel Mediterraneo dal marzo al luglio 1936 durante il periodo di crisi diplomatica tra Italia e Regno Unito causato dallo scoppio della guerra d'Etiopia; successivamente, il cacciatorpediniere pattugliò le acque spagnole durante la guerra civile in funzione di contrasto del contrabbando di armi.
Allo scoppio della seconda guerra mondiale il Fearless fu richiamato nelle acque di casa e inviato a pattugliare le acque delle isole Ebridi in funzione anti-sommergibili; l'11 settembre l'unità trasse in salvo 34 superstiti dell'equipaggio del mercantile Firby affondato dal sommergibile tedesco U-48 al largo delle Ebridi. Dopo un periodo come unità di scorta per le navi della Home Fleet, nell'aprile 1940 il Fearless fu impegnato negli eventi della campagna di Norvegia, e il 15 aprile, insieme al cacciatorpediniere HMS Brazen, partecipò all'affondamento tramite bombe di profondità del sommergibile tedesco U-49 al largo di Harstad. Rientrata dalla campagna norvegese, l'unità fu messa in cantiere a Middlesbrough per lavori di riparazione fino a metà giugno 1940 quando, al suo rientro in servizio, fu riassegnata alla Force H di stanza a Gibilterra, raggiunta infine il 23 giugno; ai primi di luglio il Fearless scortò le unità maggiori della Force H durante gli eventi dell'operazione Catapult, il tentativo britannico di neutralizzare la flotta francese ancorata nei porti del Nordafrica per impedire che cadesse in mano ai tedeschi: tra il 3 e il 6 luglio quindi il cacciatorpediniere fu presente alla distruzione della flotta francese a Mers-el-Kébir, per poi rientrare a Gibilterra.
Il 4 agosto, mentre era in rotta per rientrare nel Regno Unito, il Fearless entrò in collisione con il peschereccio Flying Wing, riportando danni che necessitarono di lavori di riparazione presso il cantiere Barclay Curle di Glasgow protrattisi dal 10 agosto all'11 ottobre; pochi giorni dopo il suo rientro in servizio, il 30 ottobre il cacciatorpediniere subì di nuovo gravi danni per una collisione con il mercantile greco Lanark davanti Greenock, rientrando in servizio solo l'8 gennaio 1941 dopo altri lavori di riparazione nei cantieri di Troon. Ritornato in forza alla squadra di Gibilterra, il 31 gennaio scortò la portaerei HMS Ark Royal durante un raid contro la diga del Tirso in Sardegna (operazione Picket), mentre tra il 4 e il 9 febbraio seguente accompagnò le navi da battaglia della Force H dirette a bombardare Genova (operazione Grog). Il 30 marzo il Fearless fu distaccato insieme all'incrociatore HMS Sheffield e ad altri tre cacciatorpediniere per intercettare un convoglio della Francia di Vichy diretto in Algeria: l'unità ricevette il compito di tentare di catturare nel porto di Nemours il mercantile Bangkok carico di materiali strategici, ma dovette desistere a causa del fuoco delle batterie costiere francesi.
Tra aprile e maggio il cacciatorpediniere compì svariate missioni di scorta alle unità maggiori della Force H impegnate nel Mediterraneo, tra cui l'operazione Tiger; in giugno invece il cacciatorpediniere fu dislocato in Atlantico per intercettare i violatori di blocco tedeschi diretti in Francia e per condurre missioni anti-sommergibili: il 16 giugno il Fearless fu accreditato insieme ad altri quattro cacciatorpediniere dell'affondamento del sommergibile U-138 a ovest di Cadice, mentre il 23 giugno intercettò e costrinse all'autoaffondamento il violatore di blocco tedesco Alstertor, recuperando anche 78 prigionieri di guerra britannici che si trovavano detenuti a bordo. Rientrato a Gibilterra, il 20 luglio il Fearless salpò con il resto della Force H per partecipare a una missione di rifornimento dell'isola di Malta (operazione Substance); il 23 luglio, mentre la formazione si trovava in vista del canale di Sicilia, gli aerosiluranti Savoia-Marchetti S.M.79 italiani lanciarono una serie di attacchi durante i quali il Fearless fu raggiunto da un siluro verso poppa sul lato di babordo: l'esplosione dell'ordigno causò gravi danni oltre ad appiccare un incendio e causare la morte di 26 membri dell'equipaggio. Immobilizzato, il Fearless fu evacuato dal resto dell'equipaggio e infine colato a picco con un siluro dal cacciatorpediniere HMS Forester a circa 50 miglia nautiche a nord-est di Bône nella posizione 37º 40 'N, 08º 20' E.